# Xã Dowling, Quận Knox, Nebraska
Xã Dowling (tiếng Anh: Dowling Township) là một xã thuộc quận Knox, tiểu bang Nebraska, Hoa Kỳ. Năm 2010, dân số của xã này là 159 người.